# 蛯原まい
蛯原 まい（えびはら まい、1986年11月5日 - ）は、日本の元AV女優。
東京都出身。身長：163cm、スリーサイズ：B81・W58・H85、Bカップ。趣味、特技:ダイビング、バレエ

## 略歴
2006年に『新人×ギリギリモザイク』でエスワンよりAVデビュー。

## 作品

### アダルトビデオ
- 新人×ギリギリモザイク 新人ギリギリモザイク 蛯原まい（2006年8月7日、エスワン）
- ギリギリモザイク ネットリ濃厚セックス 蛯原まい（2006年9月7日、エスワン）
- ギリギリモザイク イヤラしい痴女3 蛯原まい（2006年10月7日、エスワン）
- ギリギリモザイク 激烈ピストン 2 蛯原まい（2006年11月19日、エスワン）
- ギリギリモザイク 6つのコスチュームでパコパコ！蛯原まい（2006年12月7日、エスワン）
- ギリギリモザイク 絶頂!イキまくり潮吹きFUCK 蛯原まい（2007年1月7日、エスワン）
- S1ガールズコレクション 382タイトル7時間まとめてドーンッ!!（2007年1月7日、エスワン）※総集編
- S1ガールズコレクション 濃厚ザーメン♥たっぷり顔射4時間！2（2007年1月19日、エスワン）※総集編
- ギリギリモザイク おっきいチンポでバコバコ！ 蛯原まい（2007年2月7日、エスワン）
- S1ガールズコレクションウブなセックスたっぷり見せちゃうぞ 3（2007年2月19日、エスワン）
- S1ガールズコレクション S級痴女が犯してあげる2（2007年2月19日、エスワン）※総集編
- ギリギリモザイク 10人連続バコバコFUCK 蛯原まい（2007年3月7日、エスワン）
- S1ガールズコレクション 抜き挿しクッキリ!ドアップ結合部たっぷり4時間!2（2007年3月7日、エスワン）※総集編
- S1ガールズコレクション 100コスチュームでパコパコ4時間!2（2007年3月7日、エスワン）※総集編
- S1ガールズコレクション S級女優20人!突かれまくりの激烈ピストン4時間!（2007年3月19日、エスワン）※総集編
- S1ガールズコレクション 最後の一滴まで欲しいの♥お掃除フェラ4時間（2007年3月19日、エスワン）※総集編
- ギリギリモザイク バコバコ乱交25 蛯原まい（2007年4月7日、エスワン）
- S1ガールズコレクション 完全拘束イカセ4時間!2（2007年4月19日、エスワン）※総集編
- 18歳専門 超ウルトラモザイク4時間DX （2007年4月20日、ピーターズ）オムニバス作品
- S級女優25人！ぬるぬる快感ローションFUCK4時間（2007年5月7日、エスワン）※総集編
- ザ・筆おろし 39（2007年5月18日、クリスタル映像）オムニバス作品
- S1ガールズコレクション パコパコ航空 CA大集合4時間（2007年5月19日、エスワン）※総集編
- 禁断介護6 〜祖父と孫の性〜（2007年6月22日、グローリークエスト）
- S1ガールズコレクション S級痴女が犯してあげる3（2007年7月7日、エスワン）※総集編
- S1ガールズコレクション 激イカセ潮吹きFUCK 20コスチュームでバコバコ!（2007年7月19日、エスワン）※総集編
- S1ガールズコレクション S級女優24人！突かれまくりの激烈ピストン4時間!2（2007年8月7日、エスワン）※総集編